# Diócesis de Ciudad Victoria
La diócesis de Ciudad Victoria (en latín: Dioecesis Civitatis Victoriensis) es una circunscripción eclesiástica de la Iglesia católica en México. Se trata de una diócesis latina, sufragánea de la arquidiócesis de Monterrey. Desde el 23 de septiembre de 2021 su obispo es Oscar Efraín Tamez Villarreal.

## Territorio y organización
La diócesis tiene 39 720 km² y extiende su jurisdicción sobre los fieles católicos de rito latino residentes en el estado de Tamaulipas en los 20 municipios de: Burgos, Cruillas, San Nicolás, Mainero, Villagrán, San Carlos, Jiménez, Abasolo, Soto la Marina, Hidalgo, Padilla, Güémez, Casas, Victoria, Llera, Jaumave, Miquihuana, Palmillas, Bustamante y Tula.
La sede de la diócesis se encuentra en Ciudad Victoria, en donde se halla la Catedral del Sagrado Corazón de Jesús y la basílica menor de Nuestra Señora del Refugio, que fue la primera catedral de la diócesis de Tampico.
En 2021 en la diócesis existían 35 parroquias agrupadas en 6 decanatos: Catedral, Nuestra Señora del Refugio, Cristo Rey, Hidalgo, Jiménez y Tula.

## Historia
La diócesis de Ciudad Victoria-Tamaulipas fue erigida en 1870 por el papa Pío IX, pero en 1958 tomó el nombre de diócesis de Tampico, luego de que la residencia episcopal se trasladara a esta última ciudad desde 1922.
La actual diócesis fue erigida el 21 de diciembre de 1964 con la bula Cum sit Ecclesia del papa Pablo VI, obteniendo el territorio de las diócesis de Matamoros y de Tampico.
El 1 de septiembre de 1977 se creó el Seminario Diocesano, siendo Monseñor Alfonso Hinojosa Berrones, su fundador. En la actualidad, el rector del Seminario es el Señor Presbítero Don Mario Alberto Pacheco Rodríguez, quien en conjunto con el Señor Presbítero Don Joaquín Gustavo Montoya Rico, coordinador de la Pastoral Vocacional diocesana y Monseñor Oscar Efraín Tamez Villarreal continúan trabajando por las vocaciones sacerdotales en la diócesis. 
En su historia diocesana ha contado con cinco obispos, siendo su actual pastor Oscar Efraín Tamez Villarreal a quien el papa Francisco designó obispo de esta diócesis el 23 de septiembre de 2021.

## Estadísticas
De acuerdo al Anuario Pontificio 2022 la diócesis tenía a fines de 2021 un total de 430 850 fieles bautizados.
| Año                                                                             | Población            | Población | Población      | Sacerdotes | Sacerdotes    | Sacerdotes    | Bautizados por sacerdote | Diáconos permanentes | Religiosos | Religiosos | Parroquias |
| Año                                                                             | Bautizados católicos | Total     | % de católicos | Total      | Clero secular | Clero regular | Bautizados por sacerdote | Diáconos permanentes | Varones    | Mujeres    | Parroquias |
| ------------------------------------------------------------------------------- | -------------------- | --------- | -------------- | ---------- | ------------- | ------------- | ------------------------ | -------------------- | ---------- | ---------- | ---------- |
| 1965                                                                            | 202 000              | 202 000   | 100.0          | 18         | 18            |               | 11 222                   |                      | 5          | 37         | 23         |
| 1970                                                                            | 270 750              | 285 000   | 95.0           | 35         | 23            | 12            | 7735                     |                      | 14         | 47         | 28         |
| 1976                                                                            | 285 693              | 300 730   | 95.0           | 32         | 23            | 9             | 8927                     |                      | 16         | 45         | 20         |
| 1980                                                                            | 329 000              | 376 000   | 87.5           | 31         | 24            | 7             | 10 612                   |                      | 13         | 30         | 23         |
| 1990                                                                            | 370 000              | 424 000   | 87.3           | 37         | 23            | 14            | 10 000                   |                      | 23         | 85         | 28         |
| 1999                                                                            | 400 000              | 500 000   | 80.0           | 46         | 33            | 13            | 8695                     |                      | 17         | 110        | 31         |
| 2000                                                                            | 405 000              | 510 000   | 79.4           | 49         | 35            | 14            | 8265                     |                      | 16         | 110        | 31         |
| 2001                                                                            | 400 000              | 515 000   | 77.7           | 47         | 32            | 15            | 8510                     |                      | 18         | 112        | 32         |
| 2002                                                                            | 370 770              | 463 462   | 80.0           | 53         | 37            | 16            | 6995                     |                      | 22         | 79         | 33         |
| 2003                                                                            | 370 770              | 463 462   | 80.0           | 45         | 36            | 9             | 8239                     |                      | 17         | 84         | 33         |
| 2004                                                                            | 387 241              | 463 762   | 83.5           | 41         | 32            | 9             | 9444                     |                      | 20         | 78         | 33         |
| 2006                                                                            | 387 241              | 463 762   | 83.5           | 45         | 33            | 12            | 8605                     |                      | 18         | 89         | 33         |
| 2016                                                                            | 401 663              | 480 200   | 83.6           | 57         | 48            | 9             | 7046                     |                      | 10         | 89         | 35         |
| 2019                                                                            | 418 440              | 492 820   | 84.9           | 63         | 54            | 9             | 6641                     |                      | 10         | 89         | 35         |
| 2021                                                                            | 430 850              | 507 500   | 84.9           | 59         | 50            | 9             | 7302                     |                      | 10         | 89         | 35         |
| Fuente: Catholic-Hierarchy, que a su vez toma los datos del Anuario Pontificio. |                      |           |                |            |               |               |                          |                      |            |            |            |

## Episcopologio
- José de Jesús Tirado Pedraza † (1 de abril de 1965-25 de enero de 1973 nombrado obispo auxiliar de Monterrey[nota 1])
- Alfonso de Jesús Hinojosa Berrones † (12 de febrero de 1974-31 de mayo[4] de 1985 nombrado obispo auxiliar de Monterrey)
- Raymundo López Mateos, O.F.M. † (20 de diciembre de 1985-3 de noviembre de 1994 renunció)
- Antonio González Sánchez (3 de noviembre de 1995-30 de marzo de 2021 renunció)[nota 2]
- Oscar Efraín Tamez Villarreal, desde el 23 de septiembre de 2021